# Lee Iacocca
Lido Anthony „Lee“ Iacocca (15. října 1924 Allentown, Pensylvánie – 2. července 2019 Los Angeles) byl významný manažer automobilového průmyslu, známý především svou restrukturalizací firmy Chrysler v 80. letech 20. století.

## Život
Narodil se 15. října 1924 italským přistěhovalcům. Vystudoval obecnou techniku na Lehigh University v Bethlemu v Pensylvánii. Po studiu vyhrál Wallaceův memoriál přátelství. Absolutorium získal na Princetonské univerzitě. Dne 29. září 1956 se oženil s Mary McClearyovou, která zemřela na cukrovku. Lee Iacocca se díky ní angažoval ve výzkumu cukrovky. Poté se ještě dvakrát oženil a rozvedl.

### U Forda
V srpnu 1946 nastoupil na stáž do továrny River Rouge, tehdejší největšího komplexu na světě. Po stáži nastoupil do skupiny pro automatické převody. Technika ho však přestala bavit. Přešel do oddělení odbytu vozového parku v Chesteru v Pensylvánii. Nejdříve zde pracoval za přepážkou, později v terénu. V roce 1949 se stal oblastním manažerem ve Wilkes-Barre v Pensylvánii. Zde získal zkušenosti o maloobchodním prodeji aut, které později zužitkoval.
V roce 1956 zaznamenal první úspěch se svým plánem „56 za 56“. Zákazník, který si koupil Ford 1956 zaplatil 20 % ceny v hotovosti a pak 3 roky platil 56 dolarů měsíčně. Tento plán se stal i součástí národní marketingové strategie společnosti. Odhaduje se, že plán měl za následek zvýšení prodeje o 75 tisíc aut. Tento plán vedl k povýšení na oblastního manažera pro Washington D.C. Krátce na to se stal marketingovým manažerem nákladních aut a v březnu 1960 i vedoucím pro marketing osobních aut.
Dne 10. listopadu 1960 se stal viceprezidentem a generálním ředitelem divize Ford. Zde vymyslel svůj způsob řízení založený na čtvrtletních kontrolách. Zde podřízený musel odpovědět na otázky: Jaké máte cíle na příštích 90 dní? Jaké máte plány? Jaké jsou vaše priority? Co očekáváte? Jakým způsobem toho chcete dosáhnout? Na tyto otázky odpovídali všichni zaměstnanci svým nadřízeným. Vynutil si tak dialog mezi nadřízeným a podřízeným.
Osobně se podílel na vývoji automobilu Ford Mustang, který se stal úspěšným a za první rok se ho prodalo 418 812 kusů.
V lednu 1965 povýšen na post viceprezidenta skupiny osobních automobilů. Odtud se podílel na vývoji modelu Mark III. v důležité divizi Lincoln-Mercury. Díky tomuto modelu se divize vrátila k zisku. Dne 10. prosince 1970 se stal prezidentem Ford Motor Company. Dne 13. července 1978 byl z Fordu propuštěn kvůli neshodám s Henry Fordem II.

### U Chryslera
V září 1978 nastoupil a v listopadu 1978 se stal prezidentem společnosti Chrysler, která si ho najala, aby ji restrukturalizoval a vrátil do zisku. Společnost byla v hluboké krizi. Klesaly prodeje automobilů, spokojenost zákazníků a auta byla oproti General Motors poruchová. Problémy firmy vznikly kombinací špatného vedení, extrémních regulací, energetické krize a recese. Do nového vedení si Iacocca pozval lidi pracující dříve pro Ford. K vyřešení problémů firmy pomohl prodej prodělečných položek, zvýšení podílu nového kapitálu, snížení fixních nákladů na 600 milionů dolarů ročně, snížení platů sedmnácti set vrcholových pracovníků, pozastavení výplat všech prémií, snížení plánu nákupu akcií pro zaměstnance, zrušení dividend běžných akcií, získání nových a důležitých závazků od dodavatelů, bankéřů, dělníků, místních a státních úřadů.
K tomu, aby se Chrysler stal prosperující společností, musel zachovat kompletní výrobní program osobních automobilů a lehkých nákladních automobilů. Pokud by vyráběl pouze malé automobily, zkrachoval by. Jelikož byl tehdy zisk na malém automobilu 700 USD, což by Chrysler v odvětví neudrželo kvůli tomu, že Japonci měli nízké pracovní náklady a výhodné zdanění. V roce 1979 vyjednal vládní záruku na půjčku ve výši 1 miliardy USD. Schválení vyvolalo velmi kontroverzní reakce a Chrysler se stal předmětem kritiky. Půjčku však splatili již v roce 1983.
Iacocca zde uplatnil svůj návrh platformy K a projekt minivanu, který navrhoval u Fordu, ale koncepce byla za jeho fungování ve Fordu zamítnuta. Nástupem výroby automobilů podle projektu minivan vznikla nová třída motorových vozidel nazvaná MPV. První model se na trhu objevil v říjnu 1980 a jmenoval se Dodge Aries, dalším modelem pak byl Plymouth Reliant uvedený v roce 1981. Dále se podílel na vývoji kabrioletu Chrysler LeBaron, kterým Chrysler začal oblibu kabrioletů v počátcích 80. let, a také na vývoji minivanu z roku 1983.
Později byl u Chryslera zodpovědný za akvizici firmy AMC v roce 1987, díky které získal Chrysler velmi ziskovou divizi Jeep. Poté ještě zodpovídal za Jeep Grand Cherokee, což bylo jeho poslední velmi úspěšné auto. V roce 2005 se stal jednou z reklamních tváři Chrysleru. Jeho honorář a dolar za každý prodaný vůz v době od 1. června do 31. prosince byl pak darován na výzkum cukrovky.
V roce 1993 odešel do důchodu. Zemřel v roce 2019 ve věku 94 let, trpěl Parkinsonovou nemocí.

## Ostatní aktivity
V létě 1982 napsal pro Newsweek plán, jak snížit státní deficit na polovinu. Tehdy byl deficit 120 miliard USD. Plánoval odebrat 5 % z rozpočtu na obranu, snížit výdaje sociálních programů o 15 miliard, zavést přirážku na dováženou ropu a zavést 15centovou daň na benzín u čerpacích stanic. Každá položka by vydělala 15 miliard, a ty by dohromady daly potřebných 60 miliard. Navíc by došlo k posílení USA před krizemi z vysokých cen OPEC. USA by měly i po zdražení jednu z nejnižších cen pohonných hmot na světě. Navíc by po tak radikálním snížení deficitu následovalo zpětné získání důvěry a růst investic. Plán se setkal s velkým ohlasem. Dokonce se kvůli němu setkal s prezidentem Ronaldem Reaganem. Plán se nakonec neuskutečnil a americký deficit nadále narůstal.
V roce 1982 byl jmenován Ronaldem Reaganem předsedou Komise stého výročí sochy Svobody na Ellis Islandu, která měla získat prostředky na rekonstrukci a obnovu sochy Svobody.
V roce 1999 byl ředitelem EV Global Motors Company, která vyvinula a na trh uvedla elektrické kolo. Původně mělo maximální rychlost 15 mil za hodinu (asi 24 km/hod) a dojezd 20 mil (asi 32 km). V Evropě je toto kolo k dostání od roku 2001.
Podporoval republikánskou stranu a v prezidentských volbách v roce 2000 republikánského kandidáta George W. Bushe, ačkoli v prezidentských volbách v roce 2004 podporoval neúspěšného demokratického kandidáta Johna Kerryho. V roce 2006 podpořil v televizní debatě republikánského kandidáta Dicka Devose v guvernérských volbách ve státě Michigan.